# Кодбек ан Ко
Кодбек ан Ко (фр. Caudebec-en-Caux) насеље је и општина у северној Француској у региону Горња Нормандија, у департману Приморска Сена која припада префектури Руан.
По подацима из 2011. године у општини је живело 2266 становника, а густина насељености је износила 459,63 становника/km². Општина се простире на површини од 4,93 km². Налази се на средњој надморској висини од 5 метара (максималној 116 m, а минималној 1 m).

## Демографија
| 1962. | 1968. | 1975. | 1982. | 1990. | 1999. | 2011. |
| ----- | ----- | ----- | ----- | ----- | ----- | ----- |
| 2.775 | 2.843 | 2.729 | 2.477 | 2.265 | 2.342 | 2.266 |

График промене броја становника у току последњих година